# 임문환
임문환(任文桓, 일본식 이름: 豊川文夫, 1907년 6월 11일 ~ 1993년 6월 19일)은 일제강점기와 대한민국의 관료이다.
일제 강점기에 도쿄 제국대학을 졸업한 뒤 고등문관시험에 합격하여 조선총독부 관리로 근무했다. 제1공화국에서 장관을 역임하였고, 이후 경제인으로 활동하며 전경련 부회장을 지냈다. 박용곤의 처가와 사돈을 맺어 두산그룹과 혼맥이 연결된다. 정치인 홍사덕의 장인이기도 하다.
2008년에 발표된 민족문제연구소의 친일인명사전 수록예정자 명단 중 관료 부문에 선정되었다.
회고록인 ‘일본제국과 대한민국을 섬긴 관료의 회상’(한국어판 1974년, 일본어판 2011년)을 남겼다.
1960년대 초 출생지인 금산의 어려운 중고교 학생들을 위해 장학금을 희사하기도 했다. 어려웠던 학창 시절 본인이 독지가들로부터 받았던 도움에 대한 보답이었다.

## 약력
- 1907년 : 전라북도 금산(현 충청남도 금산) 출생
- 1932년 : 오카야마현 제6고등학교 졸업
- 1935년 : 도쿄 제국대학 법학부 졸업
- 1934년 : 고등문관시험 행정과 합격
- 1935년 : 경기도 내무부 학무과
- 1937년 : 경기도 용인군 군수
- 1938년 : 녹기연맹 가입
- 1940년 : 조선총독부 식산국 사무관
- 1944년 : 조선총독부 광공국 서기관 겸 교통국 서기관
- 1945년 : 강원도 관광부 광고업마저 겸 민정관
- 1948년 : 제헌국회법 기초전문위원 및 상공부 차관
- 1950년 : 금융통화운영위원회 위원
- 1950년 : 보건부 차관
- 1951년 : 농림부 장관
- 1952년 : 조선상선 사장
- 1953년 : 한국무역협회 회장
- 1954년 : 해운조합연합회회장
- 1958년 : 동화제지 사장
- 1966년 : 전국경제인연합회 이사,부회장
- 1966년 : 삼양관광 사장
- 1972년 : 부산프라자호텔 사장
- 1977년 : 부산프라자호텔 회장

## 참고 자료
- 임문환(任文桓) -  한국행정연구원
- “‘친일인명사전’ 주요인물과 행적”. 한겨레 (연합뉴스 인용). 2005년 8월 29일. 2016년 3월 5일에 원본 문서에서 보존된 문서. 2008년 3월 25일에 확인함.
- “전 농림장관 임문환씨”. 조선일보. 1993년 6월 20일. 18면면.

| 전임 (초대) | 초대 상공부 차관 1948년 8월 16일 ~ 1948년 10월 3일 | 후임 김수학 |

| 전임 이갑수 | 제2대 보건부 차관 1950년 12월 27일 ~ 1951년 5월 7일 | 후임 최재유 |

| 전임 공진항 | 제5대 농림부 장관 1951년 5월 7일 ~ 1952년 3월 5일 | 후임 함인섭 |

| 전임 이활 | 제4대 한국무역협회 회장 1953년 5월 ~ 1954년 5월 | 후임 최순주 |